# Jean de Laval (1437-1476)
Pour les articles homonymes, voir Jean de Laval.
Jean de Laval, (14 février 1437, Redon + 14 août 1476), fils puîné du comte de Laval Guy XIV de Laval, baron de La Roche-Bernard, châtelain de La Bretesche, seigneur de La Roche-en-Nort, seigneur d'Avaugour, de Beffou, de Belle-Isle et du Plessis-Raffray (qu'il reçut de Pierre II , duc de Bretagne et qu'il vendit à Pierre Landais).

## Cause bretonne
Jean de Laval, père de Guy XVI de Laval, était toujours resté fidèle à la cause bretonne, dans les guerres que le duc de Bretagne, François II de Bretagne, avait soutenues contre la France.

## Mariage et descendance
Il épousa le 27 janvier 1470, Jeanne du Périer, comtesse de Quintin, dame du Périer, de la Roche Diré, héritière de la branche aînée du Périer, et dame d'honneur de la Duchesse de Bretagne en 1480. Elle épousa par la suite Pierre de Rohan, baron de Pontchâteau, dont elle fut la première femme. 
Jean de Laval avait eu un fils unique, 
- Nicolas, né vers le 1er octobre 1476, et qui se trouvait par conséquent dans sa vingt-sixième année quand le décès de son oncle, Guy XV de Laval, advenu le 28 janvier 1501, fit de lui l'héritier du riche patrimoine des Laval.

## Ligue du Bien public
La guerre de la Ligue du Bien public qui se déroule à partir d'avril 1465 entre la France et la Bretagne va être un test pour la stratégie de la famille de Laval.
En Bretagne, le conflit interagissait avec la question du contrôle des évêchés bretons, un sujet majeur et d'importance concernant l'indépendance du duché. Révolte des princes contre la politique de Louis XI qui veut briser leur volonté d’indépendance, la ligue du Bien public est une révolte féodale contre l’autorité royale, obligeant le roi à s'engager à la tête d'une armée de fidèles pour ramener ses vassaux dans le droit chemin. 
Jean de Laval-La Roche Bernard sert quant à lui toujours les intérêts du duc de Bretagne. Sa loyauté ne peut être remise en cause, et il a reçu comme présent du précédent duc une dotation de 20 000 écus. Il se trouve naturellement aux côtés de François II de Bretagne. 